# ソングライター (三宅伸治のアルバム)
『ソングライター』は、日本のミュージシャン・三宅伸治のトリビュート・アルバム。2017年12月20日に徳間ジャパンコミュニケーションズより発売された。

## リリース・音楽性
通常盤のみの1形態で発売。CD2枚組となっている。
三宅伸治のデビュー30周年を記念したトリビュート・アルバム。仲井戸 "CHABO" 麗市、ザ・クロマニヨンズ、桜井和寿、斉藤和義、ゆず、 TOSHI-LOW、大竹しのぶなど、三宅と親交のあるアーティストや著名人が参加。三宅のソロ名義での作品に加え、MOJO CLUBやTHE TIMERSで発表した楽曲や、忌野清志郎との共作曲など全30曲がカバーされている。
本作について、三宅は「今回、たくさんの人に助けてもらった。ほんとに、素晴らしいトラックばかり。無人島に持って行くなら、俺は断然このアルバムにすることにした」とコメントを寄せている。
2018年1月21日、本作収録曲の一部の楽曲のダウンロード配信がスタート。

## ライブ・パフォーマンス
2017年12月23日になんばHatchでトリビュート・ライブ『三宅伸治30周年 祝! 大宴夜 in 大阪』を開催。ホストを山崎まさよしが務め、MOJO CLUB（三宅伸治、谷崎浩章、杉山章二丸）、NICE MIDDLE with NEW BLUE DAY HORNS（三宅伸治、中村きたろ一、江川ゲンタ、厚見玲衣、梅津和時、片山広明、渡辺隆雄）、石塚英彦、有山じゅんじ、木村充揮、間寛平、大西ユカリ、高橋 "Jr." 知治、間慎太郎、ウルフルケイスケ、ズクナシが出演した。
また、2017年12月19日から25日まで、名古屋・京都・東京でライブ『三宅伸治「ソングライター」30曲ソロライブ』を開催。本ライブの模様は、2020年1月24日に発売されたライブDVD『三宅伸治アンソロジー Songwriter 〜30 songs solo live〜』に収録されている。

## 収録曲
- 全作詞・作曲：三宅伸治（#4, #6, #7, #9, #18 - #21, #30除く） / プロデュース：三宅伸治

### DISC 1
1. くさっちまうぜ / ザ・クロマニヨンズ [5:25]
1987年にMOJO CLUB名義で発売したシングル。
2. BACKしよう / 鮎川誠（シーナ & ザ・ロケッツ） [4:56]
1987年にMOJO CLUB名義で発売したシングル。
3. ガマン / フラワーカンパニーズ [4:41]
1988年にMOJO CLUB名義で発売したアルバム『A-LIVE』収録曲。
4. 土木作業員ブルース / KenKen (LIFE IS GROOVE, RIZE, Dragon Ash) [4:14]
  - 作詞・作曲：TOPPI

1989年にTHE TIMERS名義で発売したアルバム『TIMERS』収録曲。
5. SAD SONG / YO-KING [4:01]
1990年にMOJO CLUB名義で発売したシングル。
6. 君が降りてきた夏 / 斉藤和義 [4:31]
  - 作詞：三宅伸治 / 作曲：三宅伸治・栗原正己

1990年にMOJO CLUB名義で発売したシングル。
7. プライベート / 暴動（グループ魂） [4:54]
  - 作詞：忌野清志郎 / 作曲：忌野清志郎・三宅伸治 / 管編曲：渡辺隆雄

1993年に忌野清志郎 & 2・3'sが発売したアルバム『Music From POWER HOUSE』収録曲。
8. たたえる歌 / 山崎まさよし [4:54]
  - 管編曲：渡辺隆雄

1997年にMIYAKE SHINJI & THE TRAMP名義で発売したシングル。
9. ソングライター / 桜井和寿 (Mr.Children) [7:38]
  - 作詞・作曲：忌野清志郎・三宅伸治 / 管編曲：渡辺隆雄

1997年に忌野清志郎 Little Screaming Revue名義で発売したアルバム『GROOVIN' TIME』収録曲。
10. BACK DOORから / 大西ユカリ & 押尾コータロー [4:41]
1998年にSHINJI MIYAKE & NASHVILLE CATS名義で発売したアルバム『615』収録曲。
11. フェニックス・ハネムーン / amour + Pastel Clock + MAKOTO from 宮崎 [5:28]
1998年にSHINJI MIYAKE & NASHVILLE CATS名義で発売したアルバム『615』収録曲。
12. 真夜中 / 高木克 & 伊東ミキオ [5:43]
1998年にMIYAKE SHINJI & THE TRAMP名義で発売したアルバム『MOON RISE』収録曲。
13. ためらいの谷間 / 横道坊主 [4:58]
2000年にMIYAKE SHINJI & THE TRAMP名義で発売したアルバム『HOME WORK』収録曲。
14. 何にもなかった日 / 仲井戸 "CHABO" 麗市 [6:22]
2000年に発売したアルバム『旅路』収録曲。

### DISC 2
1. 淋しい人 / 竹原ピストル [4:03]
2000年に発売したシングル。
2. 今夜あたり / 友部正人 [5:17]
2001年にMiyake Shinji The Swamp Tramp名義で発売したアルバム『Happy Days』収録曲。
3. HARD TIMES / 木村充揮 [4:18]
2003年にMOSAW名義で発売したアルバム『HARD TIMES LIVE!』収録曲。
4. 奇妙な世界 / TOSHI-LOW (BRAHMAN / OAU) [3:16]
  - 作詞・作曲：忌野清志郎・三宅伸治

2003年に忌野が発売したアルバム『KING』収録曲。
5. 雑踏 / BEGIN [5:49]
  - 作詞・作曲：忌野清志郎・三宅伸治

2003年に忌野が発売したアルバム『KING』収録曲。
6. 約束 / ゆず [3:22]
  - 作詞・作曲：忌野清志郎・三宅伸治

2003年に忌野が発売したアルバム『KING』収録曲。
7. 涙のプリンセス / 大竹しのぶ & ナタデココ [6:00]
  - 作詞・作曲：忌野清志郎・三宅伸治

2006年に忌野が発売したアルバム『夢助』収録曲。
8. Forever Young / 中村耕一 & ヨモギ（はせがわかおり × 本夛マキ） [6:42]
2007年に発売したアルバム『BLUES'N ROLL』収録曲。
9. 夕立ち / 石塚英彦 オーバーオールズ [5:08]
2007年に発売したアルバム『BLUES'N ROLL』収録曲。
10. 平気 / 有山じゅんじ [3:11]
2011年に発売したアルバム『夢の歌』収録曲。
11. ひとつづきの夢 / 花田裕之 & ウルフルケイスケ [4:57]
2014年に三宅伸治BAND名義で発売したアルバム『SLAVE』収録曲。
12. やぁ～ / 間慎太郎 [3:42]
2014年に三宅伸治BAND名義で発売したアルバム『SLAVE』収録曲。
13. ちぐはぐ / 浅野忠信 SODA! [2:44]
2014年に三宅伸治BAND名義で発売したアルバム『SLAVE』収録曲。
14. おめでとう / ズクナシ [5:00]
2016年にまりん歯科名義で発売したミニアルバム『MARIN SHIKA』収録曲。
15. わからなくなったよ / 金子マリ [4:22]
2017年にズクナシmeets三宅伸治名義で発売したアルバム『陽だまり』収録曲。
16. JUMP / 21voices & NICE MIDDLE with NEW BLUE DAY HORNS [4:23]
  - 作詞・作曲：忌野清志郎・三宅伸治

2004年に忌野が発売したシングル。
斉藤和義、浅野忠信、石塚英彦、衣美（ズクナシ）、大西ユカリ、桜井和寿、金子マリ、甲本ヒロト（ザ・クロマニヨンズ）、仲井戸 "CHABO" 麗市、山崎まさよし、TOSHI-LOW、竹原ピストル、大竹しのぶ、鈴木圭介（フラワーカンパニーズ）、BEGIN、ゆずがボーカルで、三宅伸治と茜（ズクナシ）がコーラスで参加している[6]。
ミュージック・ビデオが制作されており、徳間ジャパンコミュニケーションズの公式YouTubeチャンネルで公開されている。

## 参加ミュージシャン
- 甲本ヒロト：Vocal (#1, #30)
- 真島昌利：Guitar (#1)
- 小林勝：Bass (#1)
- 桐田勝治：Drums (#1)
- 鮎川誠：Vocal (#2), Electric Guitar (#2)
- フラワーカンパニーズ
  - 鈴木圭介：Vocal (#3, #30), Harp (#3)
  - グレートマエカワ：Bass (#3, #23), Chorus (#3)
  - 竹安堅一：Electric Guitar (#3), Chorus (#3)
  - ミスター小西：Drums (#3), Chorus (#3)
- KenKen：Vocal (#4), Guitar (#4), Bass (#4), Drums (#4), Programming (#4)
- YO-KING：Vocal (#5), Drums (#5), Bass (#5), Chorus (#5)
- 高田漣：Banjo (#5), Mandolin (#5), Pedal Steel (#5)
- 斉藤和義：Vocal (#6, #30), Electric Guitar (#6), Acoustic Guitar (#6), Electric Bass (#6), Tambourine (#6), Mellotron (#6), Drum Machine (#6)
- 暴動：Vocal (#7), Electric Guitar (#7)
- 厚見玲衣：Clavinet (#7), Piano (#8, #30), Organ (#9), Keyboard (#23), Timpani (#30)
- 梅津和時：Alto Sax (#7 - #9, #30)
- 片山広明：Tenor Sax (#7 - #9, #30)
- 渡辺隆雄：Trumpet (#7 - #9, #30)
- 多田葉子：Tenor Sax (#7 - #9, #30)
- 高橋 "Jr." 知治：Bass (#7, #22, #26, #29)
- 山崎まさよし：Vocal (#8, #30), Electric Guitar (#8, #9, #30), Harmonica (#8, #9), Chorus (#8)
- 中村きたろー：Bass (#8, #9, #30), Chorus (#8)
- 江川ゲンタ：Drums (#8, #9, #30), Percussion (#9), Chorus (#8)
- 三宅伸治：Bass (#20), Drums (#20), Piano (#20), Mandolin (#20), Ukulele (#20), Acoustic Guitar (#8, #9, #20), Electric Guitar (#23, #30), Lap Steel (#20), Chorus (#9, #30), Backing Vocal (#20)
- 桜井和寿：Vocal (#9, #30), Chorus (#9)
- 大西ユカリ：Vocal (#10, #30), Chorus (#10)
- 押尾コータロー：Acoustic Guitar (#10)
- amour
  - 山下愛奈：Vocal (#11)
  - 黒木瞳：Vocal (#11), Acoustic Guitar (#11)
- Pastel Clock
  - masa：Chorus (#11)
  - Let's：Chorus (#11)
  - Show：Chorus (#11)
  - key：Chorus (#11)
- MAKOTO (JABBERLOOP)：Trumpet (#11)
- 高木克：Vocal (#12), Acoustic Guitar (#12), Mandolin (#12)
- 伊東ミキオ：Vocal (#12), Accordion (#12), Piano (#12, #17)
- 横道坊主
  - 中村義人：Vocal (#13), Harp (#2), Chorus (#2)
  - 今井秀明：Electric Guitar (#2, #13), Chorus (#2, #13)
  - 木谷秀久：Drums (#2, #13), Chorus (#2)
  - 永渕英男：Bass (#2, #13), Chorus (#2)
- 仲井戸 "CHABO" 麗市：Vocal (#14, #30), Acoustic Guitar (#14)
- たつのすけ：Keyboard (#14)
- 竹原ピストル：Vocal (#15, #30), Acoustic Guitar (#15)
- 友部正人：Vocal (#16), Acoustic Guitar (#16), Harp (#16)
- 武川雅寛：Violin (#16), Mandolin (#16)
- 木村充揮：Vocal (#17), Acoustic Guitar (#17)
- TOSHI-LOW：Vocal (#18, #30), Acoustic Guitar (#18)
- MARTIN (OVERGROUND ACOUSTIC UNDERGROUND / JOHNSONS MOTORCAR)：Violin (#18), Chorus (#18)
- BEGIN：Vocal (#30)
  - 比嘉栄昇：Vocal (#19)
  - 島袋優：Electric Guitar (#19), Acoustic Guitar (#19)
  - 上地等：Piano (#19)
- 国場幸孝：Drums (#19)
- カナミネケイタロウ：Bass (#19)
- ゆず：Vocal (#30)
  - 北川悠仁：Vocal (#20), Pianica (#20)
  - 岩沢厚治：Vocal (#20)
- 大竹しのぶ：Vocal (#21, #30)
- 西慎嗣：Electric Guitar (#21), Drums (#21), Organ (#21), Piano (#21), Percussion (#21), Chorus (#21)
- 岡本定義：Bass (#21), Electric Guitar (#21), Chorus (#21)
- 中村耕一：Vocal (#22)
- 本夛マキ：Vocal (#22), Acoustic Guitar (#7, #22, #29), Chorus (#7)
- はせがわかおり：Vocal (#22), Acoustic Guitar (#22, #29)
- 阿部美緒：Violin (#22, #26)
- 石塚英彦：Vocal (#23, #30)
- ケニー・モズレ：Drums (#23), Percussion (#23)
- 有山じゅんじ：Vocal (#24), Acoustic Guitar (#24)
- 花田裕之：Vocal (#25), Acoustic Guitar (#25), Harp (#25)
- ウルフルケイスケ：Vocal (#25), Electric Guitar (#25)
- 間慎太郎：Vocal (#26), Acoustic Guitar (#26), Piano (#22, #26)
- 浅野忠信：Vocal (#27, #30), Chorus (#27)
- 村山尚也：Drums (#27), Chorus (#27)
- 高松優：Electric Guitar (#27), Chorus (#27)
- 松丸裕二：Bass (#27), Chorus(#27)
- ズクナシ：Chorus (#26)
  - 衣美：Vocal (#28, #30), Electric Guitar (#28), Chorus (#8)
  - spicy-marico：Bass (#28), Vocal (#28)
  - 茜：Drums (#7, #22, #26, #28, #29), Vocal (#28), Chorus (#7, #8, #30)
- 金子マリ：Vocal (#29, #30)
- 八木のぶお：Harp (#29)